# Bitwa pod Borysowem (1919)

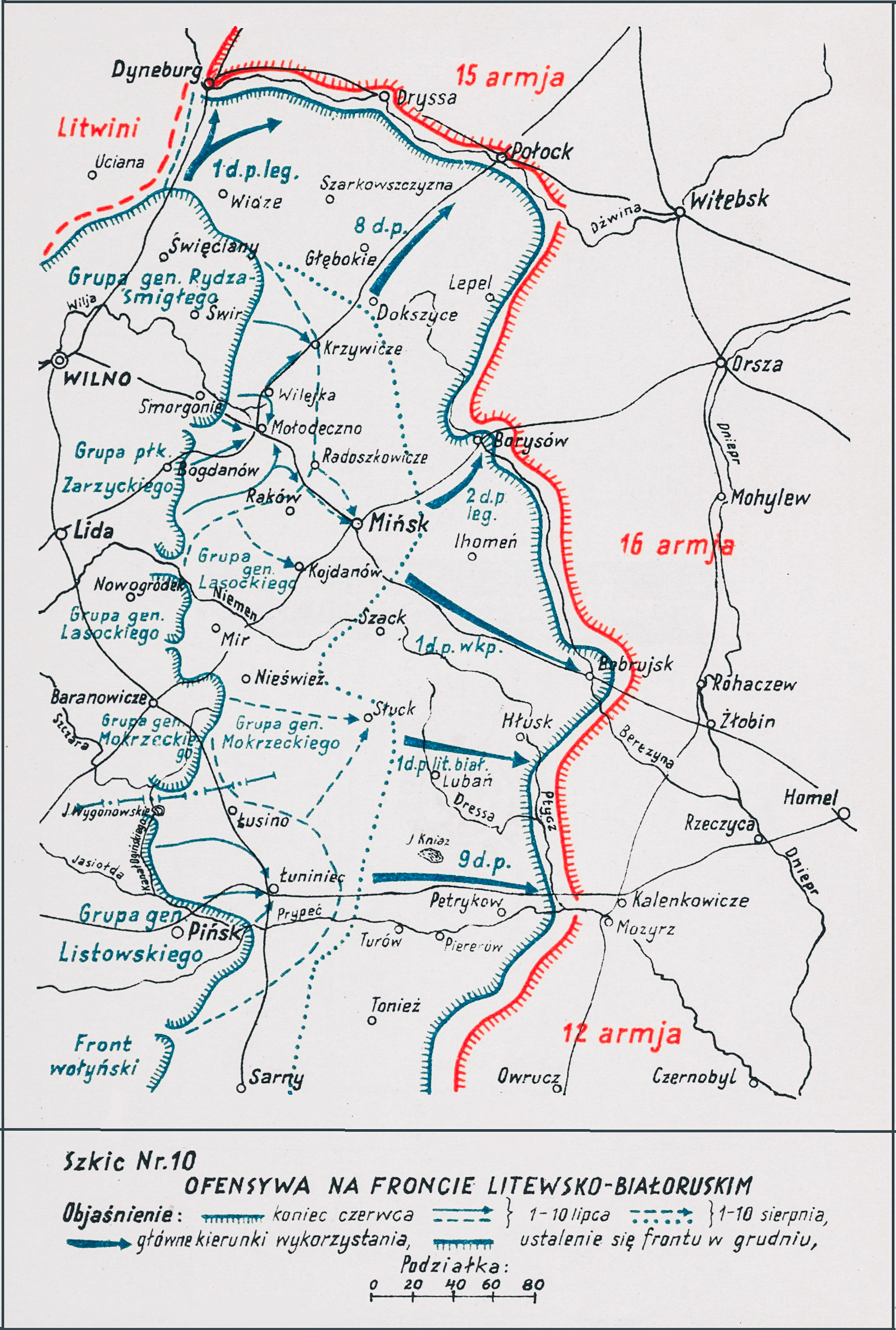
Adam Przybylski,
Wojna Polska 1918–1921

Bitwa pod Borysowem – walki polskiej 2 Dywizji Piechoty Legionów z oddziałami sowieckimi toczone w pierwszym roku wojny polsko-bolszewickiej.

## Geneza
W pierwszych miesiącach 1919 roku na wschodnich krańcach odradzającej się Rzeczypospolitej stacjonowały jeszcze wojska niemieckie Ober-Ostu. Ich ewakuacja powodowała, że opuszczane przez nie tereny od wschodu zajmowała Armia Czerwona. Jednocześnie od zachodu podchodziły oddziały Wojska Polskiego. W lutym 1919 jednostki polskie weszły w kontakt bojowy z oddziałami Armii Czerwonej. Rozpoczęła się nigdy niewypowiedziana wojna polsko-bolszewicka.
Wskutek zarządzenia pogotowia bojowego przeciwko Niemcom, w maju i czerwcu front przeciwsowiecki pozostawał w defensywie. W drugiej połowie lipca Naczelne Dowództwie WP zakończyło prace nad planem szeroko zakrojonej operacji zaczepnej, której celem było opanowanie Mińska, Borysowa, Bobrujska i oparcie frontu o linię rzek Dźwiny i Berezyny.
W rozkazie operacyjnym Frontu Litewsko-Białoruskiego z 3 sierpnia 1919 przewidziano, że natarcie na Mińsk ubezpieczą na lewym skrzydle oddziały 1 Dywizji Piechoty Legionów w rejonie Mołodeczna, Wilejki, a na prawym skrzydle oddziały Grupy Operacyjnej gen. Lasockiego. 2 Dywizja Piechoty Legionów miała wykonać natarcie na miasto z północnego zachodu, a następnie miała ubezpieczyć Mińsk z kierunku Borysowa. Z kolei Grupa Wielkopolska gen. Konarzewskiego miała nacierać od południowego zachodu, a jednocześnie 1 pułk Ułanów Wielkopolskich miał wyjść na tyły Mińska i przeciąć drogę oraz linię kolejową Mińsk-Borysów.

## Walczące wojska
| Jednostka                   | Dowódca                   | Podporządkowanie          |
| Wojsko Polskie              |                           |                           |
| 2 Dywizja Piechoty Legionów | płk Henryk Minkiewicz     | Front Litewsko-Białoruski |
| ⇒ 2 pułk piechoty Legionów  | mjr Stanisław Tessaro     | 2 DP Leg.                 |
| ⇒ 3 pułk piechoty Legionów  | mjr Józef Szczepan        | 2 DP Leg.                 |
| ⇒ 4 pułk piechoty Legionów  | kpt. Florian Smykal       | 2 DP Leg.                 |
| ⇒ 4 pułk ułanów             | ppłk Stanisław Dziewulski | 2 BJ                      |
| Armia Czerwona              |                           |                           |
| oddziały ACz                |                           | 16 Armia                  |
| ⇒ 19, 20 i 21 ps            |                           | 2 Dywizja Strzelców       |
| ⇒ 462 i 464 ps              |                           | 52 Dywizja Strzelców      |
| ⇒ 66 ps                     |                           | 8 Dywizja Strzelców       |

## Walki pod Borysowem
Działania w sierpniu 1919
Latem 1919 podczas ofensywy na Białorusi i po zajęciu Mińska polskie dowództwo zamierzało odciąć nieprzyjaciela od przepraw na Berezynie. 13 sierpnia, prowadząca pościg 2 Dywizja Piechoty Legionów zajęła Smolewicze i maszerowała dalej wzdłuż linii kolejowej w kierunku na Borysów. Sowieci bronili się na linii dawnych, dobrze ufortyfikowanych, okopów rosyjskich z czasów I wojny światowej znajdujących się na zachodnim brzegu Berezyny. Na kierunku Borysowa broniły się 19, 20 i 21 pułki strzelców.
16 sierpnia dowódca 2 Dywizji Piechoty Legionów do walki w pierwszym rzucie skierował 2 pułk piechoty Legionów, II/4 pułku piechoty Legionów i III/3 pułku piechoty Legionów. Od północy zgrupowanie uderzeniowe ubezpieczał I batalion 4 pułku piechoty Legionów. Na prawym skrzydle uderzały dwa bataliony 3 pułku piechoty Legionów, ubezpieczane przez 4 pułk ułanów. Pierwszy atak nie powiódł się, a oddziały polskie poniosły znaczne straty. Kolejny dzień przeznaczono na przegrupowanie wojsk i przygotowania decydującego szturmu. Nocą 17 na 18 sierpnia do walki ruszyły kompanie szturmowe 2 i 3 pułku piechoty Legionów. Bez wystrzału podeszły pod zapory drutowe, przecięły je i o świcie, bez przygotowania artyleryjskiego uderzyły na zaskoczonych sowieckich strzelców zarzucając ich granatami ręcznymi. W wyłomy, uczynione przez kompanie szturmowe, do walki weszły cztery polskie bataliony. Po krótkiej walce zajęto wszystkie umocnienia, a następnie opuszczone przez przeciwnika miasto.
Walki we wrześniu i październiku 1919
10 września Polacy wznowili natarcie, połączone z forsowaniem rzeki. O świcie kompanie szturmowe przeprawiły się łodziami na wschodni brzeg Berezyny i po raz kolejny zaskoczyły przeciwnika. Czerwonoarmiści w bieliźnie wyskakiwali z kwater i rzucali się do ucieczki. Po zdobyciu przyczółka kompanie techniczne zbudowały kładki, którymi przeprawiły się przez rzekę kolejne pododdziały dywizji. Do południa osiągnięto nakazaną linię i przystąpiono do rozbudowy stanowisk obronnych na dominujących wzgórzach.
26 września rozszerzono przedmoście do linii Uchłody - Lady - Stajki - Prudiszcze - Mały Stachów, odsuwając front na odległość około czterech kilometrów na wschód od miasta. Przeciwnik 30 września przy wsparciu pociągu pancernego i kilku samochodów pancernych uderzył na stanowiska III batalionu 3 pułku piechoty Legionów, ale został odparty. Wznowione kontrataki w dniach 1 i 2 października, prowadzone siłami 462, 464 pułku strzelców i dwóch batalionów 66 pułku strzelców, wspierane przez trzy samochody pancerne i pociąg pancerny, również skończyły się niepowodzeniem. Po tej porażce dowództwo sowieckie zaniechało akcji ofensywnych.

## Bilans walk
2 Dywizja Piechoty Legionów uchwyciła pod Borysowem obszerny przyczółek na wschodnim brzegu Berezyny, który zimą 1919/1920 tworzył podstawę wyjściową dla wielu wypadów na tyły Armii Czerwonej.